# Схиэлер, Виктор
Виктор Схиэлер (дат. Victor Schiøler; 7 апреля 1899, Копенгаген — 17 февраля 1967, Копенгаген) — датский пианист.

## Биография
Внебрачный сын композитора Виктора Бендикса и его ученицы, пианистки Августы Схиэлер (1868—1946), сестры скрипача Акселя Схиэлера. Утверждается, что Бендикс согласился на просьбу своей ученицы о ребёнке на условиях абсолютной анонимности, однако затем Схиэлер передумала и потребовала признания отцовства; композитор отказался, разгневанная мать попыталась его застрелить, но Бендикс выбил пистолет подвернувшейся под руку палкой.
Учился у своей матери, затем у Игнаца Фридмана и Артура Шнабеля. Дебютировал в 1914 г., с 1919 г. концертировал в разных странах Европы, но главным образом жил и работал в Германии, где получил также медицинское образование. В 1924 г. стал первым датским пианистом, осуществившим запись своей игры (этюды Фридерика Шопена). После прихода к власти нацистов практически прекратил концертную деятельность. В 1943 г. получил возможность бегства в Швецию, где возобновил музыкальную карьеру. В 1948—1949 гг. совершил гастрольный тур по США.
Наиболее значительное место в репертуаре Схиэлера занимали поздние романтики, «которых он исполнял с естественной теплотой и красотой тона, сочетавшимися с внутренней дисциплиной, никогда не шедшей вразрез со свободой и выразительностью». Собрание избранных записей Схиэлера вышло в 2003 году на трёх дисках под общим названием «Великий датский пианист Виктор Схиэлер» (англ. The Great Danish Pianist Victor Schiøler); особенно высокую оценку получила его запись Второго фортепианного концерта Камиля Сен-Санса (1953, с Симфоническим оркестром Датского радио, дирижёр Николай Малько): в частности, Дж. Николас причисляет её к лучшим доступным в записи интерпретациям.
С 1962 г. профессор Датской королевской консерватории. У Схиэлера в отрочестве учился Виктор Борге.
Кавалер ордена Данеброг (1950), удостоен также королевской медали Ingenio et arti (1964).